# Cideng
Cideng (oude spelling Tjideng) is een wijk (kelurahan) in het bestuurlijke gebied Gambir, Jakarta Pusat (Centraal-Jakarta) in de provincie Jakarta, Indonesië.  De wijk telde bij de volkstelling van 2010 15.589 inwoners.
Cideng was tijdens de Tweede Wereldoorlog de locatie van het Japanse interneringskamp Tjideng waar tussen 1942 en 1945 meer dan 10.000 Europese vrouwen en kinderen gevangen werden gehouden.

Demonstratie van een brandweerauto in Tjideng te Batavia. (Circa 1935)

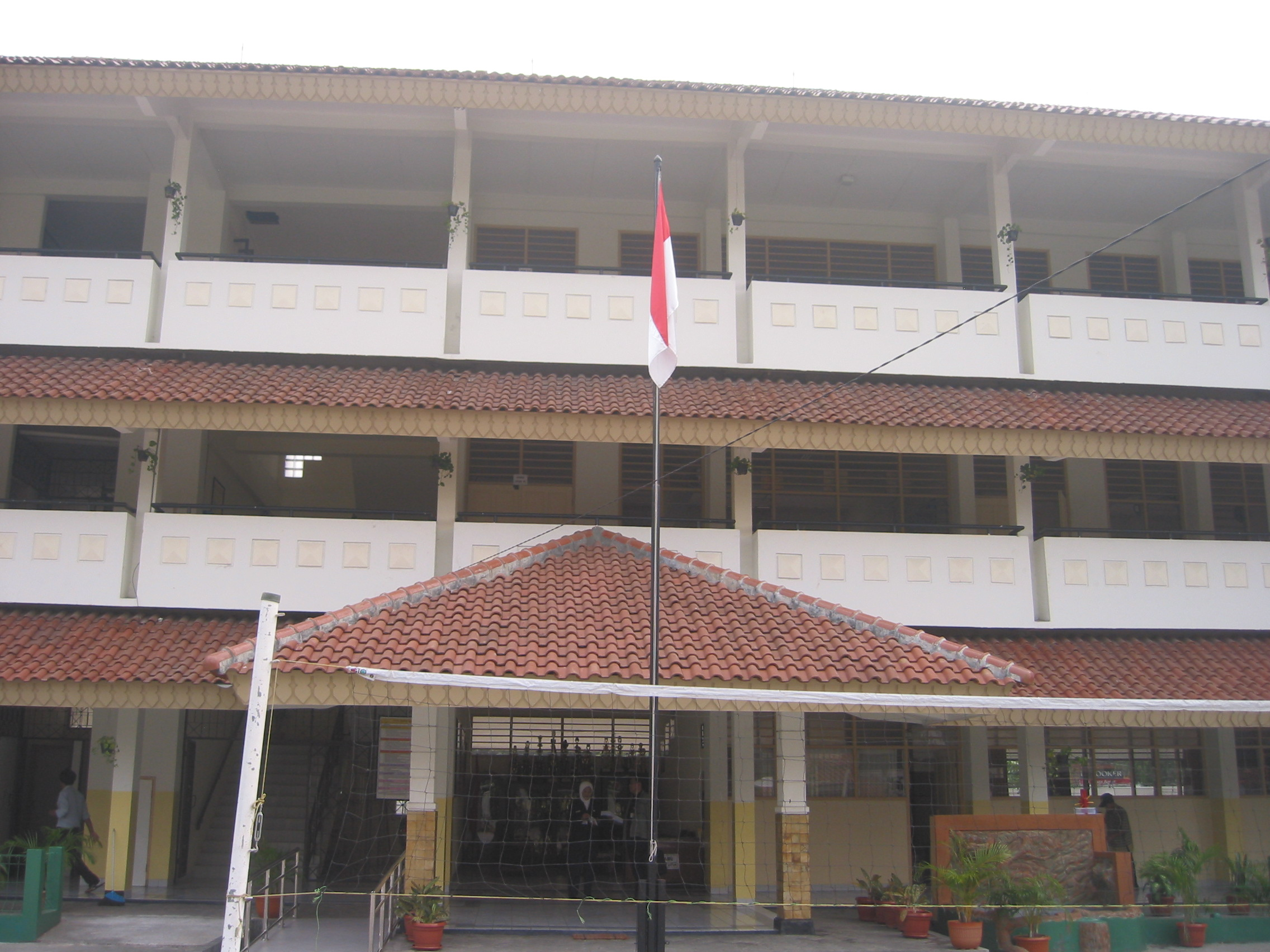
School (SDN Cideng 02) in Cideng. (2008)